# Kings de Leipzig
Stade
Maillots
Saison en cours
Les Kings de Leipzig est une franchise allemande de football américain basée à Leipzig en Allemagne qui a évolué dans l'European League of Football de 2021 à 2023.

## Histoire
En mars 2021, les Kings de Leipzig sont annoncés comme une des huit équipes faisant partie de la saison inaugurale de l'European League of Football.
L'équipe est dirigée pendant les deux premières saisons par l'entraîneur principal américain Fred Armstrong, ancien entraîneur des équipes nationales de suède, de République tchèque et d'Autriche mais ayant également entrainé chez les Scorpions de Stuttgart et acquis de l'expérience chez les Jets de New York et les Giants de New York, deux équipes de la NFL.
Le 7 mai 2021, les Kings signent le wide receiver japonais Yoshihito Omi qui devient ainsi le premier joueur asiatique de l'ELF.  En 2019, Omi était le meilleur receveur de IBM Big Blue (en) évoluant dans le championnat du Japon de football américain (X League) avec 544 yards gagnés en 33 réceptions. Il était également un des capitaines de l'équipe nationale de football américain du Japon.
À la suite de problèmes financiers, la franchise déclare forfait pour le 6e match de la saison 2023. Le 10 juillet 2023, les Kings annoncent mettre un terme à leur saison et déclarent forfait pour l'ensemble de ses rencontres encore à jouer.

## Stade
L'équipe a joué ses matchs à domicile au Alfred-Kunze-Sportpark d'une capacité de 4 999 places.

## Saison par saison
| Saison | Saison régulière           | Saison régulière           | Saison régulière           | Saison régulière           | Saison régulière           | Saison régulière           | Saison régulière           | Saison régulière           | Saison régulière           | Phase finale             |
| ------ | -------------------------- | -------------------------- | -------------------------- | -------------------------- | -------------------------- | -------------------------- | -------------------------- | -------------------------- | -------------------------- | ------------------------ |
| Saison | Nb                         | V                          | D                          | N                          | %                          | +                          | -                          | ≠                          | Classement                 | Phase finale             |
| 2021   | 10                         | 5                          | 5                          | 0                          | 50,0                       | 295                        | 320                        | - 025                      | 3e division Nord           | Non qualifié             |
| 2022   | 12                         | 4                          | 8                          | 0                          | 33,3                       | 242                        | 370                        | - 108                      | 4e conférence Nord         | Non qualifié             |
| 2023   | Forfait en cours de saison | Forfait en cours de saison | Forfait en cours de saison | Forfait en cours de saison | Forfait en cours de saison | Forfait en cours de saison | Forfait en cours de saison | Forfait en cours de saison | Forfait en cours de saison |                          |
| Totaux | 22                         | 9                          | 13                         | 0                          | 41,5                       | 537                        | 690                        | - 133                      | -                          | 0 participation, 0 titre |